# 余巌
余 巌（餘巌、よ がん、生年不詳 - 385年）は、五胡十六国時代の後燕の人物。夫余の出身。

## 生涯
後燕に仕え、建節将軍に任じられていた。
385年7月、後燕に反乱を起こし、4千余の人々を駆り立て武邑から幽州へ向かった。燕王慕容垂は幽州を守る平規に守戦を命じたが出撃、余巌はこれを破った。余巌は薊に入り、千余戸を掠奪して去り、令支に拠った。
8月、慕容垂は驃騎大将軍慕容農を蠮螉塞から凡城を経由して龍城へ向かわせ、これらの兵を合わせて余巌を討伐させた。
11月、慕容農は龍城に至ると騎馬や兵士を十日余り休ませた。諸将がこの意図を問うと、慕容農は余巌軍は烏合の衆で規律もなく、将兵が離散しているため、焦らず来たる時に攻めかかると答えた。そして歩騎3万を率いて令支を攻めた。これに驚き、恐れた余巌軍の兵らは城を出て帰農する者が相次いだ。窮した余巌は降伏、兄弟とともに処刑された。